# Le Fugitif (film, 1993)
Pour les articles homonymes, voir Le Fugitif.
Série
U.S. Marshals
(1998)
Pour plus de détails, voir Fiche technique et Distribution.
Le Fugitif (The Fugitive) est un film américain réalisé par Andrew Davis et sorti en 1993. Il s'agit d'une adaptation de la série télévisée du même nom, diffusée de 1963 à 1967 sur le réseau ABC.
Le film met en scène dans les rôles principaux les acteurs Harrison Ford et Tommy Lee Jones. Le succès du film au box-office, ainsi que le bon accueil critique, ont relancé la carrière d’Harrison Ford et, surtout, ont achevé de faire de Tommy Lee Jones une star mondialement reconnue. Il connaît une suite, U.S. Marshals, sortie en 1998 dans laquelle revient Tommy Lee Jones.

## Synopsis
Mars 1992. Le Dr Richard Kimble est un chirurgien vasculaire renommé qui vit et exerce à Chicago. Après une longue et délicate intervention chirurgicale sur un patient qui a subi les effets secondaires d'un nouveau médicament, il rentre chez lui et découvre avec stupeur le cadavre de son épouse, Helen, qui vient d'être assassinée à leur domicile.
Accusé du meurtre par la police de Chicago, Kimble affirme durant son interrogatoire aux enquêteurs qu'il s'est retrouvé nez à nez avec le meurtrier et qu'il s'est battu avec lui, précisant qu'il s'agissait d'un manchot. Cependant les policiers, doutant de la véracité de son témoignage, l'inculpent pour homicide, avec pour mobile le fait que Kimble est le seul héritier de la fortune de sa femme et que, plus formellement, les services d'urgence de la police ont reçu le soir du meurtre un appel téléphonique de l'épouse de Kimble, qui semble apparemment le désigner comme le meurtrier. Au terme de son procès, Richard Kimble est reconnu coupable et condamné à la peine de mort.
Lors de son transfert vers le lieu de son incarcération, le bus pénitentiaire dans lequel voyage Kimble est la cible d'une tentative d'évasion de la part d’un prisonnier, qui simule un incident et attaque un surveillant. Au cours de la bagarre, le bus se renverse sur la chaussée, coupant une ligne de chemin de fer et provoquant peu après le déraillement d'un train qui arrivait au même moment, celui-ci heurtant le bus de plein fouet. Réussissant à s'échapper du bus au tout dernier moment, Kimble, rescapé de l'accident avec un autre prisonnier, en profite pour disparaître dans la nature.
Peu après, Kimble est pris en chasse par l'ensemble des forces de police du pays et notamment par l'équipe d'enquêteurs de l'unité des marshals des États-Unis de Chicago, dirigée par le Marshal Samuel Gerard.
Le jour suivant son évasion, Kimble parvient à s'infiltrer incognito dans un hôpital ; il soigne ses blessures causées par l’accident et change de vêtements, prenant l'apparence d'un médecin de l'établissement. Peu après, il s'enfuit de l'hôpital au volant d’une ambulance.
Réussissant à échapper à Gerard quand celui-ci retrouve sa trace, Richard Kimble est présumé mort après sa chute vertigineuse du haut d'un barrage hydraulique. Survivant à la chute, il retourne ensuite clandestinement à Chicago et loue un appartement avec l'argent que son collègue, le médecin Charles Nichols, lui a fourni. Utilisant une identité d'emprunt, Kimble tente alors par tous les moyens de prouver son innocence, en retrouvant le véritable meurtrier de son épouse et en cherchant les causes de son assassinat.

## Fiche technique
- Titre original : The Fugitive
- Titre français et québécois : Le Fugitif
- Réalisation : Andrew Davis
- Scénario : Jeb Stuart et David Twohy, d'après la série télévisée Le Fugitif créée par Roy Huggins
- Musique : James Newton Howard
- Direction artistique : Maher Ahmad
- Décors : Rick Gentz
- Costumes : Aggie Guerard Rodgers
- Directeur de la photographie : Michael Chapman
- Son : John Leveque
- Montage : Dennis Virkler (en), David Finfer, Dean Goodwill, Dean Brochu, Richard Nord (en) et Dov Hoenig (en)
- Production : Arnold Kopelson
- Production exécutive : Keith Barrish et Roy Huggins
- Société de production : Warner Bros.
- Société de distribution : Warner Bros
- Pays de production :  États-Unis
- Langue originale : anglais
- Format : couleur (Technicolor) — 35 mm — 1,85:1 (Panavision) —  son Dolby stéréo
- Budget : 44 millions de dollars
- Genre : thriller, policier
- Durée : 130 minutes
- Dates de sortie : 
  - États-Unis : 6 août 1993
  - France : 1er septembre 1993

## Distribution
| - Harrison Ford (VF : Richard Darbois ; VQ : Ronald France) : le docteur Richard Kimble, chirurgien vasculaire - Tommy Lee Jones (VF : Claude Giraud ; VQ : Éric Gaudry) : le marshal des États-Unis Samuel Gerard - Sela Ward (VF : Françoise Cadol ; VQ : Élizabeth Lesieur) : Helen Kimble - Julianne Moore (VF : Rafaèle Moutier ; VQ : Élise Bertrand) : la docteure Anne Eastman, urgentologue - Joe Pantoliano (VF : Georges Caudron ; VQ : Sébastien Dhavernas) : le marshal Cosmo Renfro - Andreas Katsulas (VF : Jean-Pierre Moulin ; VQ : Vincent Davy) : Frederic Sykes (le manchot) - Jeroen Krabbé (VF : Gérard Rinaldi ; VQ : Jean-René Ouellet) : le docteur Charles Nichols, cardiologue et ami de Kimble - L. Scott Caldwell (VF : Martine Meiraghe ; VQ : Élizabeth Chouvalidzé ) : le marshal Poole - Tom Wood (VF : Serge Faliu ; VQ : Alain Zouvi) : le marshal Newman - Ron Dean (en) (VF : Jean-Claude Sachot ; VQ : Claude Préfontaine) : l'inspecteur Kelly - Nick Searcy (VF : Philippe Peythieu ; VQ : Jean-Luc Montminy) : le shérif Rawlins - Jane Lynch (VF : Véronique Augereau ; VQ : Claudie Verdant) : le docteur Kathy Wahlund - Daniel Roebuck (VF : Bertrand Arnaud ; VQ : Pascal Gruselle) : le marshal Robert Biggs | - Joseph Kosala : l'inspecteur Rosetti - Joseph F. Fisher : Otto Sloan - James Liautuad : Paul - David Darlow : le docteur Lentz - Dick Cusack : Walter Gutherie, l'avocat de Kimble - Andy Romano : le juge Bennett - Thom Vernon : Carlson - Ken Moreno : Partida - Eddie Bo Smith Jr. (VF : Mario Santini ; Yves Corbeil) : le prisonnier Copeland - John Lee Davenport (VF : Mario Santini ; VQ : Daniel Picard) : le marshal Henry - Mike Bacarella : le marshal Stevens - Steven Lilovich : l'officier Steve - Richard Riehle : un garde - Maurice Person : Clive Driscoll - John Watson (VF : Pierre Baton) : Bones Roosevelt - Kirsten Nelson : Betty - Mark D. Espinoza : le résident - John Drummond : (VF : Jacques Ciron et VQ : Yves Massicotte) : le présentateur - Neil Flynn : le policier dans le métro - David U. Hodges : le marshal David |

Sources et légende : version française (VF) sur Voxofilm et RS Doublage ; version québécoise (VQ) sur Doublage.qc.ca

## Production

### Préproduction
Durant la préproduction du film, l'acteur Harrison Ford épaule le producteur Arnold Kopelson, non seulement sur le choix de la distribution mais aussi sur le choix du réalisateur, et même les lieux de tournage dans Chicago, par ailleurs sa ville natale.[réf. souhaitée]
Comme à son habitude, Ford effectue une tournée d'observation en suivant le travail de véritables chirurgiens dans un hôpital local. Il a même l'idée du look de Richard Kimble, en lui demandant de se laisser pousser une longue barbe et de la raser par la suite pour faciliter la métamorphose du personnage durant sa cavale. Si Andrew Davis approuve ce concept, les dirigeants de Warner Bros, qui espèrent maximiser un succès de la production à 40 millions de dollars, se montrent très réticents, jugeant que le public paye pour voir un visage familier.
Ford convainc également Andrew Davis de filmer la scène de l'interrogatoire de Kimble avec de vrais policiers, sans même connaître leurs questions d'avance, ce qui permettrait à l'acteur d'imposer une réelle hésitation dans les réponses de son personnage (il improvise notamment la réponse « notre domestique » quand les policiers demandent à Kimble si une autre personne connaît le code d'entrée de leur appartement).[réf. souhaitée]

### Attribution des rôles
L'acteur Alec Baldwin a été pressenti pour le rôle de Richard Kimble. D'autres acteurs dont Arnold Schwarzenegger, Kevin Costner, Mel Gibson, Dennis Quaid, Richard Gere,  Michael Keaton, Michael Douglas, Al Pacino et Jeff Bridges y étaient également pressentis pour le rôle-titre. C'est finalement Harrison Ford qui est choisi. Ford a dû, pour ce rôle, refuser celui d'Alan Grant du film Jurassic Park (1993) de Steven Spielberg, qui sera repris par l'acteur Sam Neill.
Tommy Lee Jones est engagé pour le rôle du marshall Samuel Gerard alors que ce rôle était à l'origine destiné à Gene Hackman. Ed Harris, Harvey Keitel, Kurt Russell, Jon Voight, Robert De Niro et Jack Nicholson étaient envisagés également pour le rôle du marshall.

### Tournage
La troisième semaine de tournage s'avère plus éreintante pour Harrison Ford. Il se déchire un ligament croisé du genou, en tentant d'éviter un obstacle imprévu durant sa course dans la forêt face à la caméra. La blessure reste supportable jusqu'à ce qu'elle s'aggrave quand l'acteur descend les escaliers de l'hôtel de ville de Chicago à toute vitesse, lors de la course-poursuite avec Samuel Gerard.[réf. souhaitée]
Le producteur du film, Arnold Kopelson, préfère alors interrompre le tournage mais Ford désire continuer ; il enveloppe son genou avec de la glace pendant 15 minutes et termine la scène. L'acteur décide ensuite de terminer le tournage en boitant, un détail visible dans le film.[réf. souhaitée]

## Sortie et accueil

### Critique
Le Fugitif rencontre un accueil critique très positif. Sur le site agrégateur de critiques Rotten Tomatoes, le film est crédité d'un score de 96 % d'avis favorables, sur la base de 75 critiques collectées et une note moyenne de 7,94/10 ; le consensus du site indique : « Exaltant et intense, ce thriller à forte répercussion est un modèle de formule cinématographique tendue et efficace. Il met en vedette Harrison Ford à son meilleur frénétique ». Sur Metacritic, le film obtient une note moyenne pondérée de 87 sur 100, sur la base de 32 critiques collectées ; le consensus du site indique : « Acclamation générale » (« Universal acclaim »).

« The Fugitive reprend la matrice de tous les films d'Hitchcock, l'innocent en fuite accusé d'un meurtre qu'il n'a pas commis, et y ajoute des partis pris documentaires très chers à Davis.[...] Comme Hathaway, Davis sait profiter des quartiers polonais de la ville, de son architecture admirable, pour servir au mieux le film. La fuite éperdue de Kimble, injustement accusé du meurtre de sa femme, gagne en intensité dans ces décors naturels, qui changent des lumières aseptisées de tâcherons du type Adrian Lyne ou Tony Scott. On croit à ces hôpitaux, ces appartements abandonnés, ces ruelles désertes. Mais tout cela ne serait pas grand-chose sans le soin qu'apporte Andrew Davis à ses personnages […]. »

— Nicolas Saada, Cahiers du cinéma no 471, septembre 1993, p. 69.

### Box-office
Sorti aux États-Unis le 6 août 1993 dans 2 340 salles, Le Fugitif occupe la première place du box-office lors de son premier week-end en salles avec un total de 23 758 855 $ de recettes, pour une moyenne de 10 153 $ par salle, chassant Soleil levant de la première place. La première semaine, il cumule 37 617 961 $ pour une moyenne de 16 076 $ par salles.
Le film conserve la tête du box-office durant les cinq semaines suivantes, tout en obtenant quelques salles supplémentaires, atteignant le seuil maximal de 2 425 salles en quatrième semaine et en connaissant une faible chute dans ses bénéfices au cours de sa période à la première place, sauf en cinquième semaine où il connaît une remontée lors du Labor Day, rapportant ainsi 147 152 018 $ en sixième semaine. Finalement, Le Fugitif reste vingt-deux semaines à l'affiche, cumulant 183 875 760 $ de recettes sur le territoire américain.
À l'étranger, le film rapporte 185 000 000 $, portant le total du box-office mondial à 368 875 760 $, se classant à la troisième place des meilleures recettes sur le territoire américain, ainsi qu'au niveau mondial.
En France, sorti le 1er septembre 1993 dans 337 salles, Le Fugitif s'empare de la première place du box-office avec 633 114 entrées, détrônant ainsi La Soif de l'or, qui occupait la même place la semaine précédente. Le succès du film est confirmé puisqu'au cours des trois semaines suivantes, il conserve la tête du box-office avec une perte d'entrées assez faible et un seuil maximal passé à 371 salles en troisième semaine, obtenant un total de 1 818 214 entrées. Il perd la première place au profit de Germinal et chute à la seconde place en cinquième semaine, passant le cap des 2 millions d'entrées à cette période. Finalement, le film totalise 3 555 136 entrées après onze semaines restés à l'affiche .
| Pays ou région    | Box-office        | Date d'arrêt du box-office | Nombre de semaines |
| ----------------- | ----------------- | -------------------------- | ------------------ |
| États-Unis Canada | 183 875 760 $     | 24 mars 1994               | 21                 |
| France            | 3 555 136 entrées | -                          | 11                 |
| Total mondial     | 368 875 760 $     | -                          | -                  |

## Distinctions

### Récompenses
- Kansas City Film Critics Circle :
  - Meilleur acteur dans un second rôle pour Tommy Lee Jones
- Los Angeles Film Critics Association :
  - Meilleur acteur dans un second rôle pour Tommy Lee Jones
- Southeastern Film Critics Association :
  - Meilleur acteur dans un second rôle pour Tommy Lee Jones
- MTV Movie Awards pour le meilleur duo à l'écran
- 66e cérémonie des Oscars :
  - Meilleur acteur dans un second rôle pour Tommy Lee Jones
- 51e cérémonie des Golden Globes :
  - Meilleur acteur dans un second rôle pour Tommy Lee Jones

## Autour du film
- Peu avant de tourner le film, Harrison Ford avait repris le rôle d'Indiana Jones dans un épisode de la série télévisée Aventures du jeune Indiana Jones. L'acteur y incarnait l'archéologue, âgé de 50 ans, et portant la barbe (l'ayant laissé pousser pour son personnage de Richard Kimble).
- Le réalisateur Andrew Davis avait déjà dirigé les acteurs Tommy Lee Jones, Andy Romano et Eddie Bo Smith Jr. auparavant, dans le film Piège en haute mer (1992), aux côtés de Steven Seagal. Davis avait également dirigé une première fois Jones dans Opération Crépuscule (1989), avec Gene Hackman.
- Lorsque le marshal Samuel Gerard (Tommy Lee Jones) regarde, dans le bureau du docteur Nichols, des photos des diplômés en médecine de la promotion 1973, Richard Kimble y apparaît jeune homme. La photo est celle d'Harrison Ford prise en 1964 au Ripon College (en) (Wisconsin), où Ford à l'époque était âgé de 22 ans.

## Postérité
Tommy Lee Jones reprend son rôle de Samuel Gerard dans U.S. Marshals (1998) de Stuart Baird. Il traque cette fois le fugitif Mark Sheridan incarné par Wesley Snipes.
La série de 1963 sera à nouveau adaptée pour la télévision dans la série de 2000 dans laquelle Timothy Daly incarne le Dr Kimble. Une autre série diffusée en 2020 s'inspire de la série de 1963 et du film de 1993. Cette fois, le personnage principal est un simple ouvrier, Mike Ferro, incarné par Boyd Holbrook.
Le Fugitif sera par ailleurs parodié dans le film Le Détonateur (1998) de Pat Proft.